# 毛叶鄂报春
毛叶鄂报春（学名：Primula vilmoriniana）为报春花科报春花属下的一个种。

## 扩展阅读
- 維基物種上的相關：毛叶鄂报春